# ایزوپروسکالین
ایزوپروسکالین (به انگلیسی: Isoproscaline) با فرمول شیمیایی C۱۳H۲۱NO۳ یک ترکیب شیمیایی است؛ که جرم مولی آن ۲۳۹٫۳۱ g/mol می‌باشد.